# Schloss Weißenbach (Zeitlofs)

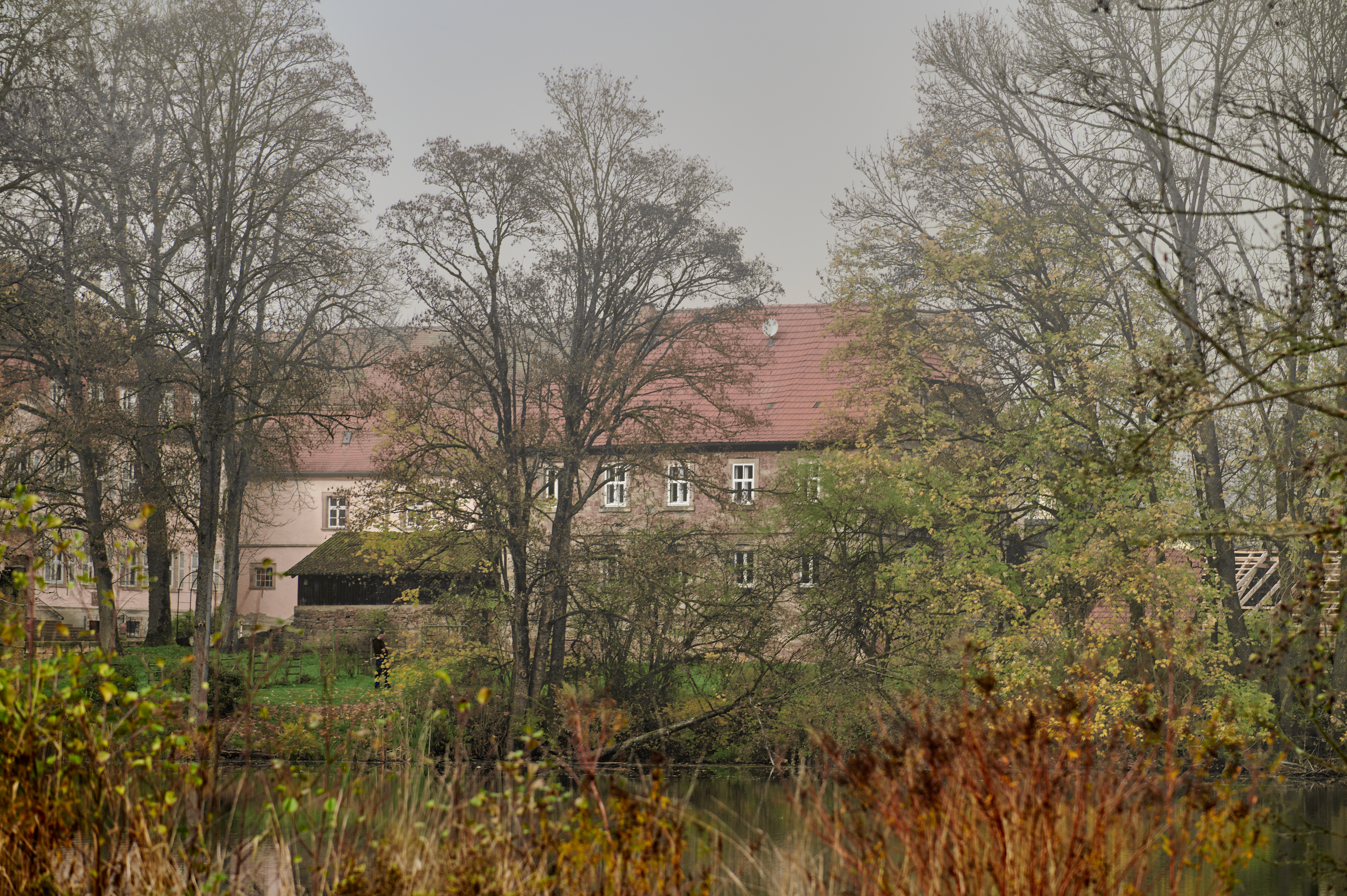
Schloss Weißenbach, Schlosshof

Das Schloss Weißenbach ist ein barocker Schlosskomplex in der gleichnamigen Ortschaft Weißenbach in der unterfränkischen Gemeinde Zeitlofs im Landkreis Bad Kissingen.

## Geografie
Schloss Weißenbach liegt in der Rhön, vier Kilometer östlich von Zeitlofs und acht Kilometer südwestlich von Bad Brückenau auf einer Höhe von 395 m ü. NHN. Auf dem weitläufigen Gelände befinden sich mehrere Weiher, die teils Himmelsteiche sind und teils durch Quellen und Grundwasser gespeist werden. Aus diesen entspringt der Weißenbach, ein rechter Zulauf der Schondra.

## Geschichte
Die Besitzungen werden 1167 im Zusammenhang mit derer von Steckelberg ersturkundlich erwähnt. Im frühen 14. Jahrhundert (1328) gingen sie durch Erbfolge an die Freiherren von Thüngen, in deren Besitz sie heute noch sind.
Die Gebäude überbauen ihre untertägigen Vorgängerbauten, wurden mehrfach erweitert und teils neubaugleich erneuert, so beispielsweise 1562, 1689 und 1784. Die älteste heute noch erhaltene Bausubstanz stammt aus dem Jahr 1588.
Das bayerische Urkataster zeigt Schloss Weißenbach in den 1810er Jahren schon nahezu mit dem heutigen Gebäudebestand und den östlich davon entstandenen Weiler Weißenbach mit acht Herdstellen und seiner Kapelle. Etliche historische Gebäude sind als Baudenkmale erhalten.
Zum Besitz der Freiherren von Thüngen gehören auch noch weitere Güter in der Nähe.

## Gebäude
Der Gebäudebestand umfasst das Schloss Weißenbach, ein zweigeschossiger, barocker Mansardwalmdachbau mit Eckquaderung und Freitreppe von 1784 und das Ökonomiegebäude, ein zweigeschossiger, verputzter Mansardgiebeldachbau der wohl gleichzeitig entstanden ist. Weiterhin bestehen das Gesindehaus, ein zweigeschossiger Hausteinmauerwerksbau mit Krüppelwalmdach und das Torhaus ein zweigeschossiger Satteldachbau mit massivem Erdgeschoss und Fachwerkobergeschoss. Ferner ist eine Turmruine mit Wendeltreppe erhalten, deren Türe von „1588“ bezeichnet ist.
Die Weiher werden teils fischwirtschaftlich genutzt.